# Camet
Camet is een plaats in het Argentijnse bestuurlijke gebied General Pueyrredón in de provincie Buenos Aires. De plaats telt 8.458 inwoners.